# Die städtische Welt
Die städtische Welt ist ein Prosafragment  aus Franz Kafkas Tagebüchern Jahrgang 1911.
Ein säumiger Student versucht seinen  skeptischen Vater und einen Freund davon zu überzeugen, dass er eine zündende Geschäftsidee habe, ohne dass der Leser erfährt, worum es sich dabei handeln könnte.

## Ursprung
Das Fragment erscheint in den Tagebuchaufzeichnungen zwischen den Einträgen vom 21. Februar und 26. März 1911. Es wurde postum 1994 im Rahmen der Tagebücher 1909–1912 veröffentlicht. Das Stück ist nicht in allen handelsüblichen Kafka-Ausgaben zu finden, wird aber von aktuellen Biographen erwähnt.

## Inhalt
Der ältere Student Oskar ist auf dem winterlichen Nachhauseweg. Er grübelt intensiv nach. In der elterlichen Wohnung angekommen, empfängt ihn der Vater wütend und überschüttet ihn mit Vorwürfen wegen seines faulen Lebenswandels. Der Sohn verteidigt sich und verweist auf eine besondere Idee, die er habe, die er noch näher bedenken müsse und zu deren Realisation und Präsentation er auch seinen Freund benötigt. In diesem Zuge erfährt man, dass Oskar seit zehn Jahren eine Dissertation vor sich herschiebt, mit der er nicht zurande kommt. Der Vater lässt sich resigniert auf Oskars Vorschlag ein, will vor allem die Mutter schonen, der man nichts erzählen soll.
Oskar taucht unvermittelt bei seinem Freund Franz, dem Ingenieur, auf. Dieser hat geschlafen, weil er Nachtdienst hatte, und er ist nicht bereit, sofort auf Oskars intensives Drängen hin mitzukommen, ohne den näheren Grund zu erfahren. Schließlich kleidet Franz sich an.
Das Fragment endet mit dem Ausruf: „Auf Dich kann man sich doch immer verlassen“.

## Form
Die Erzählperspektive ist unpersönlich und unbestimmt. Es handelt sich überwiegend um ungelenke Wechselreden sowohl zwischen Oskar und dem Vater im ersten Teil als auch Oskar und Franz im zweiten Teil. Emotionen der Sprechenden werden nicht näher erläutert, sondern durch Gesten illustriert: Oskars „Tanzdrehung zum Heimweg“, der Vater verdeckt (in seiner ganzen Größe) ein Fenster, „Oskar drehte den Kopf, als halte man ihn am Halse“. Ein Tisch, der zwischen Vater und Sohn aufgebaut ist und hin- und hergerückt wird, ist ein Nebenthema, das die Distanz und gleichzeitige Fixierung ausdrückt.
Auch für dieses Fragment gilt die Betonung des Optischen und die kinematographische Darstellung, die zunehmend in Kafkas Werken gesehen wird.
Eine grammatische Ausgestaltung des Original-Fragmentes ist kaum erfolgt. Die Interpunktion fehlt zum Teil. Die Wechselreden sind nicht aus dem Text herausgehoben und oft erst auf den zweiten Blick der richtigen Person zuzuordnen. Sowohl die Überschrift als auch der letzte Satz des Stückes sind nicht eindeutig. Das Fragment enthält nichts, was mit einer „städtischen Welt“ zu tun hätte. Beim letzten Satz ist nicht klar, wer ihn sagt. Wahrscheinlich Oskar; völlig zwingend ist es nicht.

## Textanalyse
Schon im ersten Satz wird ein negatives Urteil über Oskar gesprochen. „Wenn man ihn näher ansah(,) erschrak man vor seinen Augen“. Kaum taucht der Vater auf, bescheinigt er Oskar „Faulheit, Verschwendung, Bosheit und Dummheit“. Das Gespräch zwischen Vater und Sohn wird beherrscht von gegenseitigen Vorwürfen; massive Vorwürfe des Vaters, subtilere des Sohnes. Gleichzeitig sind Versuche der Annäherung erkennbar; getragen von Resignation beim Vater und durchdrungen von Hoffnung beim Sohn. Aber man bewegt sich nicht aufeinander zu, kann sich verbal und inhaltlich nicht  nähern. Entsprechend ist auch der Gesprächsverlauf zerfahren und hölzern. Der Leser zweifelt daran, dass selbst bei Offenlegung von Oskars toller Idee (so er denn wirklich eine hat) ein Einvernehmen mit dem Vater hergestellt werden kann. Hier wird eine Familienfarce vorgeführt. Und hat der Vater nicht Recht mit seiner Einschätzung? Ein Sohn, der seit zehn Jahren zu promovieren versucht, der zündende Geschäftsideen andeutet, ohne sie näher zu erläutern; der einen Freund dazu voraussetzt, dessen Mitwissen oder gar Einverständnis noch gar nicht vorliegt.
Auch beim Kontakt mit seinem Freund Franz verhält sich Oskar unangebracht. In der Wohnung des jungen Ingenieurs zeigt er eine infantile Rücksichtslosigkeit. Oskar packt den eben Geweckten am Rock, setzt ihn auf, gibt dem Bett mit dem Fußabsatz einen Stoß und geht mit keinem Wort auf den Freund ein. Von Franz wird dieses Verhalten mit lakonisch-ironischen Äußerungen aber schließlich mit Nachgeben erwidert.

## Bezüge zu anderen Kafka-Werken
Dieses Fragment von 1911 erscheint wie eine Vorübung zu dem ein Jahr später entstandenen Stück Das Urteil; in beiden geht es um den „Mythos patriarchaler Gewalt“. Auffällig dabei ist die enorme sprachliche Weiterentwicklung innerhalb dieses Jahres.
Bezeichnend mag sein, dass Oskar von seinem Freund, dem Ingenieur, Unterstützung einfordert. Der Ingenieur tritt bei Kafka mehrfach als Vertreter eines Berufes auf, der schwer zu erlangen ist und sich durch intensives hochwertiges Arbeiten auszeichnet. Siehe Der Verschollene, Ein Besuch im Bergwerk. Es fällt auf, dass Kafka dem Ingenieur seinen eigenen Vornamen gibt.
Eine gewisse Beziehung besteht auch zu dem wahrscheinlich 1914 entstandenen, postum veröffentlichten Stück Ein junger ehrgeiziger Student. Auch dort will ein Student der kargen Mühsal seines Studentenlebens entkommen, indem er eine besondere Pferdedressuridee entwickelt. Aber dieses Stück beschreibt einen aktiv planenden jungen Mann mit einsamer Entschlossenheit.

## Biografische Bezüge
Das Jahr 1911 war für Kafka u. a. davon geprägt, dass er neben seiner Berufstätigkeit bei der Arbeiter-Unfall-Versicherungs-Anstalt zusammen mit seinem Schwager auf Drängen seiner Eltern Teilhaber an einer kleinen Asbestfabrik wurde. Weitergehenden Pflichten zur Führung des Unternehmens entzog er sich zum Leidwesen seines Vaters, was bei Kafka ein entsprechendes schlechtes Gewissen erzeugte.
Im Spätsommer 1911 unternahm Kafka mit seinem Freund Max Brod eine Reise nach Luzern. Unter dem Eindruck des Schweizer Tourismus entstand bei den Freunden die Vorstellung, einen besonderen Reiseführer für kostengünstigste Angebote mit dem Titel Billig zu kreieren. Er wurde zwar nie realisiert, Aufzeichnungen dazu, in einem Schweizer Hotel angefertigt, zeigen aber die Grundzüge des Vorhabens:
„Ein Millionenunternehmen. Billig durch Italien, Billig durch die Schweiz, Billig in Paris … In alle Sprachen übersetzbar, Motto: Nur Mut …“
Der Reiseführer sollte sie „zu Millionären machen und sie der scheußlichen Amtsarbeit entreissen“.
Kafka selbst war zu Beginn seines Studiums unentschlossen und hat verschiedene Studienrichtungen ausprobiert (Chemie, Germanistik). Nachdem er sich allerdings zum Jurastudium durchgerungen hatte, hat er dieses zwar mit Mühe, aber relativ zügig absolviert und 1906 mit Promotion abgeschlossen.

## Rezeption
Reiner Stach (Die Jahre der Entscheidungen), S. 30: „Die städtische Welt, begonnen im Frühjahr 1911 und abgebrochen nach wenigen Seiten: eine Erzählung, in der ein polternder Vater auftritt, dessen Gestalt ein ganzes Fenster verdeckt, und ein windiger Sohn, ein Schwadroneur, der ein ‚Lotterleben‘ führt […] nein, es wäre nur schwer zu ertragen gewesen, ausgerechnet jetzt, inmitten des Gezänks um die Asbestfabrik, sich in derartigen Phantasien des Untergangs zu ergehen.“
Reiner Stach (Die frühen Jahre), S. 472: „Der vielversprechende Einfall, eine windige Figur die im Leben noch keinen Halt gefunden hat, an einem vitalen, übermächtigen Vater scheitern zu lassen ist bereits bildhaft gegenwärtig. Doch da die Idee noch Vorrang vor dem Bild hat, bleiben beim ersten Versuch der literarischen Gestaltung die Figuren blass, und die ungeschickt eingefädelte Handlung verliert sich in Andeutungen: Die Städtische Welt heißt das Fragment, das zu den sehr wenigen schwachen Texten Kafkas gehört.“

## Ausgaben
- Franz Kafka: Die Erzählungen. Originalfassung, herausgegeben von Roger Herms, Fischer Verlag, Frankfurt am Main 1996, ISBN 3-596-13270-3.
- Franz Kafka: Tagebücher. Herausgegeben von Hans-Gerd Koch, Michael Müller und Malcolm Pasley. Fischer, Frankfurt am Main 1990, S. 151–158.

## Sekundärliteratur
- Peter-André Alt: Franz Kafka: Der ewige Sohn. Eine Biographie. C.H. Beck, München 2005, ISBN 3-406-53441-4.
- Peter-André Alt: Kafka und der Film. C.H. Beck, München 2009, ISBN 978-3-406-58748-1.
- Monika Ritzer: Das Urteil. In: Manfred Engel, Bernd Auerochs (Hrsg.): Kafka-Handbuch. Leben – Werk – Wirkung. Metzler, Stuttgart / Weimar 2010, ISBN 978-3-476-02167-0, S. 152–163, besonders S. 152 f.
- Reiner Stach: Kafka. Die Jahre der Entscheidungen. S. Fischer Verlag, Frankfurt am Main 2004, ISBN 3-596-16187-8.
- Reiner Stach: Ist das Kafka? 99 Fundstücke. S. Fischer Verlag, Frankfurt am Main 2012, ISBN 978-3-596-19106-2.
- Reiner Stach: Kafka Die frühen Jahre. S. Fischer Verlag, Frankfurt am Main 2014, ISBN 978-3-10 075130-0.